# Эффект Лейденфроста

Капля жидкости парит на прослойке из пара под воздействием эффекта Лейденфроста

Эффе́кт Лейденфро́ста (Ляйденфроста)— явление, при котором жидкость в контакте с твёрдой поверхностью, значительно более горячей, чем точка кипения этой жидкости, образует теплоизолирующую прослойку пара между поверхностью и жидкостью, замедляющую быстрое выкипание, например, капли жидкости на этой поверхности. Также это явление называют кризисом кипения.
В повседневной жизни явление можно наблюдать при приготовлении пищи: для оценки температуры сковороды на неё брызгают водой — если температура достигла или уже выше точки Лейденфроста, вода соберётся в капли, которые будут «скользить» по поверхности металла и испаряться дольше, чем если бы это происходило в сковороде, нагретой выше точки кипения воды, но ниже точки Лейденфроста. Этот же эффект вызывает подобное поведение капель жидкого азота, пролитого на поверхность, имеющую комнатную температуру.
Наиболее зрелищные его демонстрации довольно опасны: удар мокрой ладонью  по лаве/магме, погружение мокрых пальцев в расплавленный свинец, опускание руки в расплавленную сталь или выплёвывание жидкого азота или пускание «колечек» испаряющегося азота. Такой трюк, более того, может привести к смерти.
В 2005 году голландские физики экспериментально показали и описали модель эффекта в сыпучих средах.

## История
Явление названо в честь Иоганна Готлоба Лейденфроста, который описал явление в «Трактате о некоторых свойствах обыкновенной воды» в 1756 году. В 1756 году Лейденфрост наблюдал, как капли на тонком слое пара медленно испаряются по мере движения по поверхности. До него это явление описал, как минимум, нидерландский химик Герман Бургаве в 1732 году.
Явление было также описано выдающимся конструктором паровых котлов Викторианской эпохи Уильямом Фэйрбэрном, который видел в нём причину сильного уменьшения теплообмена между горячим железом и водой в паровом котле. В двух лекциях по конструкции котлов он приводит наблюдение, в котором капля почти мгновенно испарявшаяся при температуре поверхности 168 °C, не выкипала в течение 152 секунд при температуре поверхности 202 °C из которого следовало, что при более низких температурах в топке вода может испаряться даже быстрее, чем при более высокой температуре. Вариант с повышением температуры выше точки Лейденфроста также рассматривался Фэйрбэрном, что могло бы привести его к созданию котлов, наподобие используемых в паромобилях, однако, возможности техники того времени вряд ли это позволяли осуществить.
Советский физик С. С. Кутателадзе, исходя из теории подобия и размерности предложил гидродинамическую теорию кризисов кипения, известную также как «теория прогара» (англ. Kutateladze’s burnout theory).

## Описание эффекта

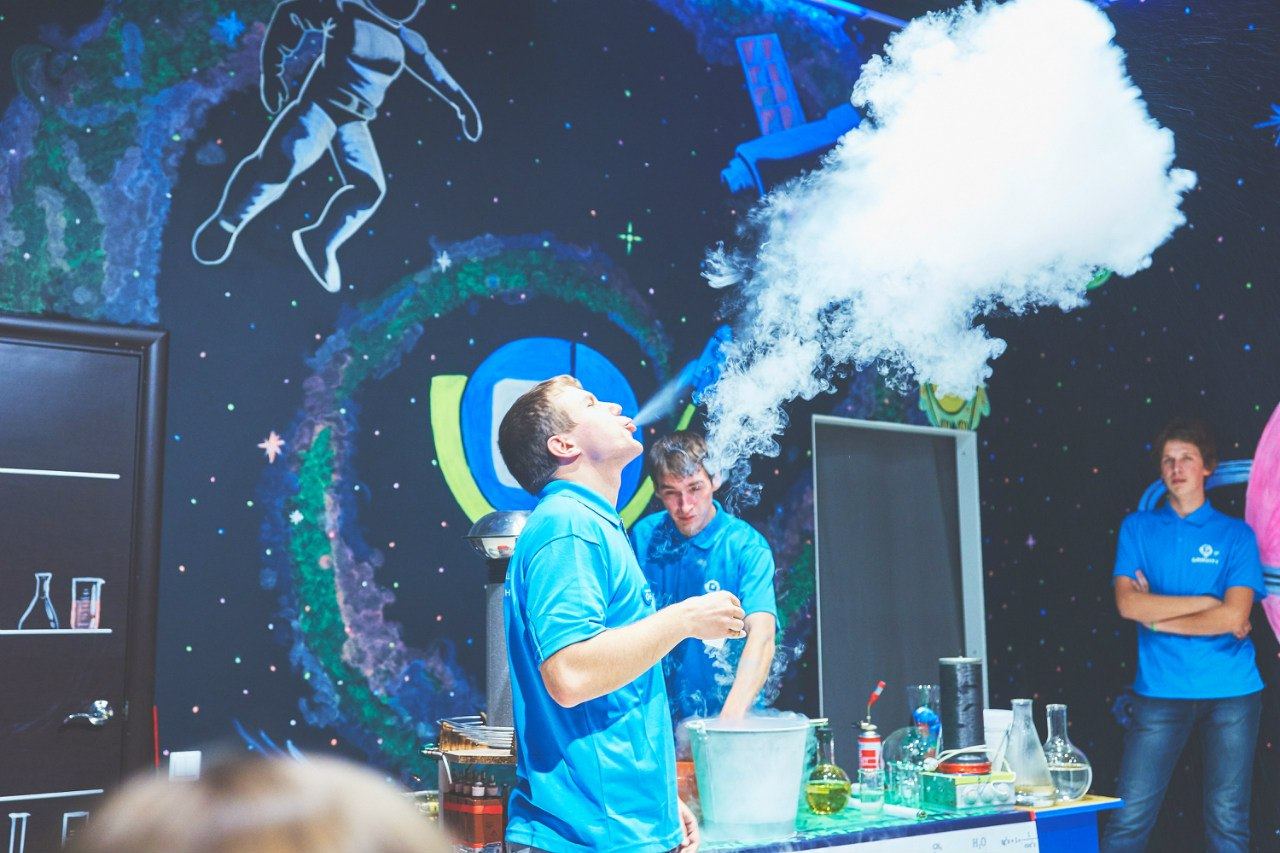
Выплёвывание жидкого азота

В случае с водой эффект можно наблюдать, капая её на сковороду по мере нагревания сковороды. Вначале, когда температура поверхности ниже 100 °C, вода просто растекается по ней и постепенно испаряется. По достижении 100 °C капли воды будут испаряться с шипением и быстрее. Далее, после того как температура превышает точку Лейденфроста, начинает проявляться этот эффект: при контакте со сковородой капли собираются в маленькие шарики и бегают по ней — вода не выкипает на сковороде значительно дольше, чем при более низких температурах. Явление наблюдается до тех пор, пока температура не станет настолько большой, что капли начнут испаряться слишком быстро для его проявления.
Основная причина — при температурах выше точки Лейденфроста нижняя часть капли мгновенно испаряется при контакте с горячей поверхностью. Получающаяся прослойка пара подвешивает оставшуюся часть капли над поверхностью, предотвращая прямое соприкосновение между жидкой водой и горячим телом. Так как теплопроводность пара значительно ниже чем теплопроводность жидкости, теплообмен между каплей и сковородой замедляется, это позволяет капле скользить по сковороде на прослойке газа под ней.

Поведение воды на горячей пластине. На графике показан поток тепла в зависимости от температуры после точки кипения. Эффект проявляется после так называемого переходного кипения (transition boiling).

Температуру, при которой начинает проявляться эффект, сложно предсказать заранее. Даже если объём жидкости остаётся постоянным, значение точки Лейденфроста может меняться в сложной зависимости от свойств поверхности, а также примесей в жидкости. Некоторые исследования всё же проводились на теоретической модели системы, что, однако, оказалось весьма затруднительным. Одна из довольно приблизительных оценок даёт значение точки Лейденфроста для капли воды на сковороде в 193 °C.
За точку Лейденфроста также можно принять температуру, при которой «левитация» капли длится наибольшее время.

## Точка Лейденфроста
Точка Лейденфроста указывает начало устойчивого парообразования с появлением прослойки газа вокруг жидкости. Это точка на кривой парообразования, где поток тепла достигает минимальных значений, а вся поверхность раздела между жидкостью и твёрдой поверхностью покрыта слоем газа. Теплообмен между жидкостью и нагретой поверхностью происходит благодаря теплопроводности и излучению в процессе испарения. С возрастанием температуры поверхности излучение через плёнку становится заметнее, возрастает и поток тепла.
Минимальное значение потока тепла можно вывести из уравнения Зубера:
{\displaystyle {\frac {q}{A}}_{\text{min}}=Ch_{fg}\rho _{v}\left[{\frac {\sigma g(\rho _{L}-\rho _{v})}{(\rho _{L}-\rho _{v})^{2}}}\right]^{\frac {1}{4}},}
где все величины взяты при температуре кипения. Константа Зубера, {\displaystyle C}, равна примерно 0,09 для большинства жидкостей при давлениях близких к атмосферному.

## Соотношения теплообмена
Коэффициент теплообмена может быть примерно вычислен из уравнения Бромли для стабильного плёночного кипения:
{\displaystyle h=C\left[{\frac {k_{v}^{3}\rho _{v}g(\rho _{L}-\rho _{v}){\big (}h_{fg}+0{,}4c_{pv}(T_{s}-T_{\text{sat}}){\big )}}{D_{o}\mu _{v}(T_{s}-T_{\text{sat}})}}\right]^{\frac {1}{4}},}
где {\displaystyle D_{o}} — внешний диаметр трубки.
Значение константы {\displaystyle C} — 0,62 для горизонтальных цилиндров и вертикальных пластин и 0,67 для сфер. Параметры пара взяты для температуры плёнки.
Для стабильного плёночного кипения на горизонтальной поверхности Беренсон изменил уравнение Бромли следующим образом:
{\displaystyle h=0{,}425\left[{\frac {k_{vf}^{3}\rho _{vf}g(\rho _{L}-\rho _{v}){\big (}h_{fg}+0{,}4c_{pv}(T_{s}-T_{\text{sat}}){\big )}}{\mu _{vf}(T_{s}-T_{\text{sat}}){\sqrt {\sigma /g(\rho _{L}-\rho _{v})}}}}\right]^{\frac {1}{4}}.}[прояснить]
Для вертикальных трубок Су и Вэстуотер предложили следующее уравнение:
{\displaystyle h\left[{\frac {\mu _{v}^{2}}{g\rho _{v}(\rho _{L}-\rho _{v})k_{v}^{3}}}\right]^{\frac {1}{3}}=0{,}0020\left[{\frac {4m}{\pi D_{v}\mu _{v}}}\right]^{0{,}6},}
где {\displaystyle m} — поток в фунтах на метр в час через верхний конец трубки.
При температурах выше тех, где наблюдается минимальный поток тепла, становится заметным вклад теплового излучения, доминирующий при ещё более высоких температурах. Общий коэффициент теплообмена, следовательно, лучше рассматривать как комбинацию двух упомянутых. Бромли предложил следующие уравнения для внешних поверхностей горизонтальных трубок:
{\displaystyle h^{\frac {4}{3}}=h_{\text{conv}}^{\frac {4}{3}}+h_{\text{rad}}h^{\frac {1}{3}},}
если[прояснить] {\displaystyle h_{\text{rad}}<h_{\text{conv}}},
{\displaystyle h=h_{\text{conv}}+{\tfrac {3}{4}}h_{\text{rad}}.}
Коэффициент эффективного излучения, {\displaystyle h_{\text{rad}}} может быть выражен как
{\displaystyle h_{\text{rad}}={\frac {\varepsilon \sigma (T_{s}^{4}-T_{\text{sat}}^{4})}{(T_{s}-T_{\text{sat}})}},}
где {\displaystyle \varepsilon } — излучательная способность тела,
{\displaystyle \sigma } — постоянная Стефана — Больцмана.